# Христов, Валентин (1994)
Валентин Снежов Христов (азерб. Valentin Snejov Xristov, болг. Валентин Снежов Христов, род. 30 марта 1994, Шумен) — болгарский и азербайджанский тяжелоатлет, чемпион Европы 2012 и 2015 гг., бронзовый призёр чемпионата мира 2011.
Лучший азербайджанский тяжелоатлет 2011 года. Представлял Азербайджан на Олимпийских играх 2012 года в Лондоне, где занял третье место.
31 августа 2012 президент Азербайджана и Национального олимпийского комитета Ильхам Алиев наградил Христова медалью «Тарагги» (Прогресс).
В 2013 году в Тиране стал чемпионом Европы. Однако по итогам допинг-теста у него в крови был обнаружен дегидрометилтестестерон, за что Христов был дисквалифицирован до апреля 2015 года.
В 2015 году победил на чемпионате Европы в Тбилиси.
14 декабря 2015 года был лишен бронзы чемпионата мира в Хьюстоне и повторно дисквалифицирован на 8 лет после того, как допинг-тест спортсмена дал положительный результат на нандролон.
22 декабря 2018 года пресс-служба IWF опубликовала результаты перепроверки допинг-пробы спортсмена, взятой на Олимпиаде 2012. В пробе атлета был обнаружен туринабол. 29 марта 2019 года МОК дисквалифицировал спортсмена.